# التعليم الخاص في الصين
توفر التربية الخاصة في الصين التعليم لجميع الطلاب ذوي الإعاقة.

## التركيبة السكانية
وفقًا لـتعداد السكان لعام 2006، يعيش 82.96 مليون شخص من ذوي الإعاقة في الصين، وهو ما يمثل حوالي 6.34% من إجمالي السكان. وقد شهدت هذه الإحصائية زيادة قدرها 1.44% عن عام 1987. يتجاوز عدد الرجال عدد النساء في الصين التي يبلغ عدد سكانها 1.35 مليار نسمة، مما يجعل من غير المفاجئ أن أكثر من نصف الأشخاص ذوي الإعاقة هم من الذكور. يمثل عدد الأشخاص ذوي الإعاقة الذين يعيشون في المناطق الريفية في الصين 75% من السكان ذوي الإعاقة، مقارنة بالمناطق الحضرية التي تضم 25% من السكان ذوي الإعاقة. فيما يتعلق بالفئة العمرية المدرسية على وجه التحديد، وصل عدد الأطفال ذوي الإعاقة الذين تتراوح أعمارهم بين 6-14 عامًا إلى 2.46 مليون، أي 2.96% من إجمالي السكان ذوي الإعاقة. أقل من 3% من السكان ذوي الإعاقة في الصين يندرجون ضمن الفئة العمرية المدرسية. على الرغم من أن هذه الإحصائية منخفضة بشكل صادم، فإن سياسة الطفل الواحد تساهم في قدر كبير من الانخفاضات السكانية التي شوهدت في التاريخ الحديث، خاصة بين الأطفال في سن المدرسة.[استشهاد منقوص البيانات] تصنف الصين الإعاقات بشكل مختلف عن الدول الأخرى، على سبيل المثال، حددت الصين أن 5% من سكانها في سن المدرسة بحاجة إلى تربية خاصة بينما حددت الولايات المتحدة 10% من سكانها في سن المدرسة؛ هذه المقارنة هي نتيجة عدم اعتراف الصين بصعوبات التعلم أو الاضطرابات مثل اضطراب فرط الحركة ونقص الانتباه (ADHD) بأنها بحاجة إلى خدمات خاصة بينما تفعل العديد من الدول الأخرى.
تفتقر الفرص التعليمية للمعاقين الصينيين، مما يؤدي إلى ارتفاع معدلات الفقر وسوء الظروف المعيشية.
كما يوضح الرسم البياني، يتلقى حوالي 60%-70% من الأطفال ذوي الإعاقة التعليم، مقارنة بقرابة 100% لغير المعاقين. يلتحق 25% فقط من الأطفال ذوي الإعاقة بـالمدارس الثانوية أو مؤسسات التعليم العالي.

## الخلفية التاريخية
بسبب الآراء المتعلقة بالكونفوشيوسية، حظي الأشخاص ذوو الإعاقة بالاحترام واعتبروا جزءًا من المجتمع طوال تاريخ الصين. طوال تاريخ الصين، لم يكن للمواطنين ذوي الإعاقة مكانة اجتماعية عالية بسبب خصائصهم الجسدية أو العقلية التي حدت من قدراتهم على الارتقاء اجتماعيًا. وبدلاً من النظر إلى الأقليات على قدم المساواة، تعاطف الصينيون مع ذوي الإعاقة وأشفقوا عليهم. على الرغم من وجود العديد ممن تمنوا مساعدة الأشخاص ذوي الإعاقة، "لم تُنشأ مؤسسات لتعليم الأفراد ذوي الإعاقة خلال السلالات الإقطاعية التي استمرت أكثر من 2000 عام".
في تاريخ الصين الحديث، كان التأثير الأبرز في بداية التعليم الخاص هو ماو تسي تونغ. تحسن نظام التعليم للأطفال ذوي الإعاقة كان شبه معدوم حتى القرن العشرين خلال فترة حكم ماو. "في ظل الفلسفة الماوية، عومل الأشخاص ذوو الإعاقة كأعضاء متساوين في المجتمع يمكنهم تقديم مساهمات للبلد الاشتراكي. وقد عزز هذا الوعي الاجتماعي وقبول الإعاقة". كان التغيير الأكثر أهمية الذي شهدته هذه الفترة هو في عام 1951، عندما أنشأ المجلس السياسي الصيني قرار إصلاح نظام التعليم، "الذي يتطلب صراحة من الحكومات على جميع المستويات إنشاء مدارس للأفراد ذوي الإعاقات البصرية والسمعية وتوفير التعليم للأطفال والمراهقين والبالغين ذوي الإعاقات الجسدية. هذه الوثيقة، لأول مرة في تاريخ التعليم الصيني، أدرجت التعليم الخاص في نظام التعليم العام الرسمي ودعت إلى تشريع تعليم المعلمين الخاص (وانغ، يان، ومو 350). أدت نتائج هذا الإصلاح إلى "زيادة عدد المدارس والطلاب المسجلين ذوي الإعاقة إلى 57 و5,312 على التوالي، في عام 1955، وإلى 479 و26,701 على التوالي، بحلول عام 1960". ومع ذلك، لم تستمر هذه الزيادات طويلاً وتأثرت بشدة بـالثورة الثقافية في عام 1966. كان لهذا الحدث تأثير سلبي على نمو التعليم الخاص بناءً على أوجه القصور السياسية والاقتصادية في ذلك الوقت. عانت مدارس التعليم الخاص التي تشكلت حديثًا في ظل حكم ماو بشدة "مع إغلاق العديد من المدارس وانخفاض عدد الطلاب من 1,176 قبل عام 1966 إلى 600 بحلول عام 1976". يمكن اعتبار ماو مسؤولاً عن زيادة التعليم الخاص وفي النهاية توقف ممارسات التعليم الخاص في الصين.

## الخدمات
عدد المؤسسات التعليمية التي تخدم الطلاب ذوي الاحتياجات الخاصة قليل. 2018، تخدم حوالي 1710 مؤسسة الأشخاص ذوي الإعاقة على وجه التحديد، مع ستة وأربعين ألفًا من أعضاء هيئة التدريس المنتشرين في تلك المؤسسات.[بحاجة لمصدر]
في الصين، يتم عادةً فصل الطلاب ذوي الإعاقة عن الفصول الدراسية العادية ووضعهم في مدارس مخصصة للتربية الخاصة. تأسست أول مدرسة مخصصة للطلاب ذوي الإعاقة في الصين عام 1987 في مدينة بكين. تضم هذه المدرسة حاليًا 60 موظفًا تعليميًا يقومون بتدريس أكثر من 200 طفل في 17 فصلاً دراسيًا. توفر المدرسة برامج تطوير مهني ومراكز موارد ومركزًا مكثفًا للتشخيص والتدريب للأطفال الذين تتراوح أعمارهم بين 3 و4 سنوات المصابين بـالتوحد، بالإضافة إلى فصول التربية الخاصة للأطفال في سن المدرسة. توصف المدرسة بأنها أكاديمية للغاية، ومع ذلك، يشارك الطلاب في أنشطة نشطة ويقضون الكثير من الوقت الفردي مع مدربيهم. تستقبل المدرسة أيضًا طلابًا من جميع أنحاء الصين نظرًا لندرة مدارس التربية الخاصة في جميع أنحاء البلاد. الفصل في التعليم هو ما يُرى عادةً في التربية الخاصة في الصين، ومع ذلك بدأت الصين في تبني فكرة الإدماج الفصلي الذي أثبت فائدته في دول أخرى تبنت الطريقة. على الرغم من أن هذه الاستراتيجية جديدة نسبيًا في الصين، إلا أنها أظهرت بالفعل نتائج إيجابية: "بين عامي 1987 و1996، ارتفع معدل التحاق الطلاب ذوي الإعاقة بالمدارس من 6% إلى 60%، وكانت الغالبية العظمى من هؤلاء الطلاب في فصول التعليم العام." وهذا يعني أن الطلاب ذوي الاحتياجات الخاصة يُوضعون في فصول دراسية عادية مع توفير تعليم متخصص للطلاب ذوي الاحتياجات المختلفة.
شهد تعليم المعلمين المتخصصين زيادة كبيرة في العقد الماضي "تشير المحادثات مع معلمي المعلمين أو المدربين في جامعة بكين العادية وجامعة شرق الصين العادية إلى أن برامج إعداد معلمي التربية الخاصة تتطور بسرعة. ذكر العديد من المعلمين أن الامتحانات الصارمة لا تزال هي المعايير الأكثر أهمية لقبول المرشحين للتدريس في برامج تدريب المعلمين" (إلسوورث وتشانغ 63). ومع ذلك، لا تزال هناك فجوة كبيرة بين عدد الطلاب المحتاجين والمعلمين المؤهلين لتقديم الخدمات. كما كانت هناك مشاكل مع الجامعات في الصين التي لا تقدم برامج التربية الخاصة في مدارسها، حيث تقدم مدارس محدودة فقط في المناطق الحضرية هذا التخصص، مما يجعل الحصول على مؤهل المعلمين المتخصصين صعب المنال.

## التوظيف
إحدى القضايا المرتبطة مباشرة بالتعليم هي معدل العمالة. يفيد بعض الباحثين أن أكثر من 10% من الأشخاص ذوي الإعاقة في الصين يفتقرون إلى الغذاء والملابس الكافية، وحوالي 40% لديهم دخل قليل جدًا، و25% فقط يعملون بدوام كامل. من بين العاملين، 96.6% هم من العمالة اليدوية. ترتبط حالة التوظيف ارتباطًا مباشرًا بالدخل. تتمتع الأسر التي لا يوجد بها شخص ذو إعاقة بمتوسط دخل أسري أعلى بنسبة 23.26% من الأسر التي لديها شخص واحد على الأقل من ذوي الإعاقة. [بحاجة لمصدر]